# Amiové
Amiové (čínsky: znaky 阿美族), vlastním názvem Pangcah, jsou nejpočetnější ze šestnácti celostátně oficiálně uznávaných etnických skupin původních obyvatel Tchaj-wanu. Při sčítání v roce 2014 se k nim přihlásilo okolo 200 000 osob. Patří k austronéským národům, jejichž nejbližšími příbuznými jsou Filipínci. Hovoří amištinou, která se zapisuje latinkou. Tradičně obývají jihovýchodní část ostrova Tchaj-wan, především údolí Chua-tung a poloostrov Cheng-čchun a dále se dělí se do pěti geografických podskupin. Věnují se převážně rybolovu a pěstování batátů, arekových ořechů, prosa a rýže. Původně obývali velké vesnice, které měly až přes tisíc obyvatel, avšak stále častěji se stěhují do měst, kde splývají s většinovou chanskou populací.
Společnost Amiů je tradičně matrilineární, majetek dědí nejstarší dcera. Jejich původní víra byla založena na víře v nadpřirozené bytosti, zvané kawas, většina Amiů však postupně přijala křesťanství. Proslulým zvykem je velká slavnost úrody Ilisin, konaná o červencovém nebo srpnovém úplňku. Amijský folklór proslavila manželská dvojice Difang a Igay Duana, jejichž zpěv použila skupina Enigma ve skladbě „Return to Innocence“, hrané v televizních upoutávkách na Letní olympijské hry 1996.

## Významní Amiové
- A-Lin, zpěvačka
- Icyang Parod, politik
- Jang Čchun-chan, atlet
- Show Lo, herec
- Yang Chuan-Kwang, atlet